# Bjid
Bjid (en rus: Бжид) és un poble del krai de Krasnodar, a Rússia. Es troba als vessants meridionals de l'extrem oest del Caucas occidental, a la vora esquerra del riu Bjid, a 43 km al nord-oest de Tuapsé i a 78 km al sud de Krasnodar, la capital.
Pertany al municipi de Djubga.